# Wolfgang Klotz
Wolfgang Klotz (Torgau, Alemania, 4 de noviembre de 1951) es un gimnasta artístico alemán, que compitió representado a Alemania del Este, siendo medallista olímpico de bronce en dos ocasiones en 1972 y 1976.

## 1972
En los JJ. OO. de Múnich consigue el bronce en la competición por equipos, tras Japón y la URSS, y sus colegas de equipo fueron: Matthias Brehme, Wolfgang Thüne, Klaus Köste, Jürgen Paeke y Reinhard Rychly—.

## 1974
En el Mundial de Varna 1974 gana el bronce en el concurso por equipos, tras Japón y la Unión Soviética, siendo sus compañeros: Wolfgang Thüne, Bernd Jäger, Lutz Mack, Rainer Hanschke y Olaf Grosse.

## 1976
En los JJ. OO. de Montreal gana la medalla de bronce en el concurso por equipos —tras Japón (oro) y la Unión Soviética—; sus compañeros de equipo eran: Rainer Hanschke, Bernd Jager, Lutz Mack, Roland Brückner, y Michael Nikolay.